# Krumovitsa
Krumovitsa (bulgariska: Крумовица) är ett vattendrag i Bulgarien.   Det ligger i regionen Chaskovo, i den södra delen av landet, 230 km sydost om huvudstaden Sofia.
I omgivningarna runt Krumovitsa växer i huvudsak blandskog. Runt Krumovitsa är det ganska glesbefolkat, med 21 invånare per kvadratkilometer.